# 栃尾駅

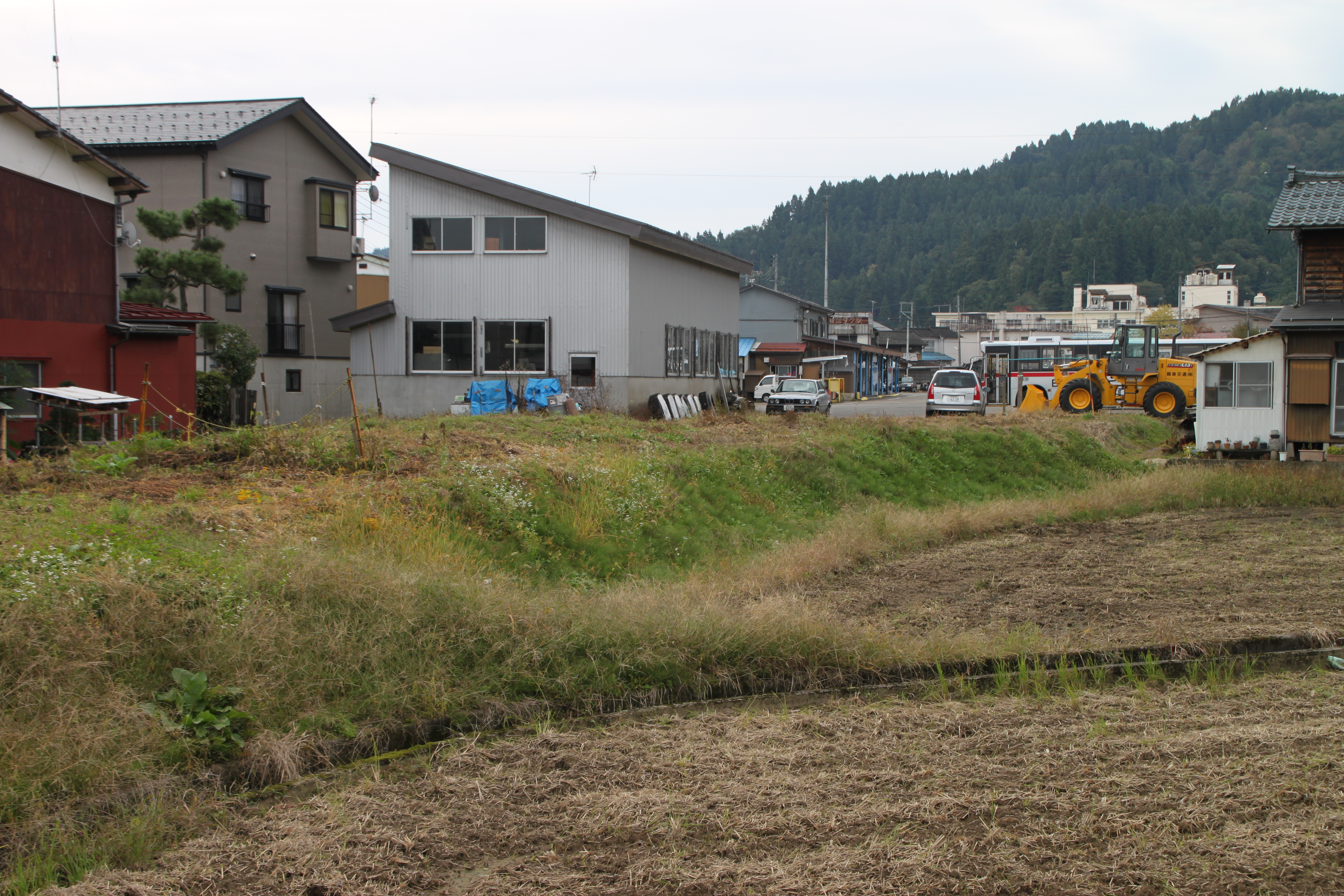
栃尾鉄道栃尾駅への進入口の路盤が今も残る。（2010年10月24日撮影）

栃尾駅（とちおえき）は、かつて新潟県栃尾市（現：長岡市）に存在した、越後交通栃尾線の駅。1973年（昭和48年）4月16日、栃尾線の部分廃止により廃駅となった。

## 概要
廃止直前の1973年当時、駅構造は頭端式の島式ホーム1面に2線を有していた。

### 現状
廃止後に旧駅舎は越後交通栃尾営業所に転用され、定期券窓口と待合室が設置されていた（定期券窓口は越後交通栃尾営業所の直営）。また旧駅のホーム部分がバス乗り場となっていた。

周辺のバス路線図。現在もバスの運行拠点となっている。

2020年8月現在、跡地には越後交通栃尾車庫が新築され、バスターミナルが併設されている。

## 歴史

### 栃尾線時代
- 1915年（大正4年）2月14日 - 栃尾鉄道の栃尾 - 浦瀬間の開通に伴い当駅が開業。
- 1956年（昭和31年）11月20日 - 社名変更に伴い、栃尾電鉄の駅となる。
- 1960年（昭和35年）10月1日 - 長岡鉄道、中越自動車との3社合併により越後交通の駅となる。
- 1973年（昭和48年）4月16日  - 栃尾線の上見附 - 栃尾間の廃止に伴い、当駅が廃駅となる[1]。

### 廃止後
- 2008年（平成29年）4月 -  越後柏崎観光バス（後の北越後観光バス）長岡営業所が開設（越後交通北長岡営業所から移転）。
- 2017年（平成29年）10月1日 - 北越後観光バスが越後交通へ吸収合併され解散。バス路線は越後交通が引き継ぐ。

## 隣の駅
越後交通
越後交通栃尾線
楡原駅 - 栃尾駅